# Comapedrosa
Der Comapedrosa (auch Coma Pedrosa) ist ein Gebirgszug in den Pyrenäen im Westen von Andorra hinter dem Tal von Arinsal. Sein höchster Gipfel, der Alt de Comapedrosa ist mit 2944 msnm der höchste Berg Andorras.
Der Gipfel wird von Arinsal über Wanderwege erreicht. Für den Aufstieg müssen rund 1.400 Höhenmeter zurückgelegt werden.
Siehe auch
- Liste von Bergen in den Pyrenäen